# Klemens Jan Lipiński
Klemens Jan Lipiński ps. „Tadeusz” (ur. 23 listopada 1883 w Łodzi, zm. 15 lutego 1916, tamże) – lekarz społecznik, działacz Polskiej Partii Socjalistycznej.

## Życiorys
Ukończył w Łodzi gimnazjum w 1904, a następnie studiował medycynę na Uniwersytecie Warszawskim. Uczestniczył w wiecach patriotycznych, a w 1905 także w strajku szkolnym. Po zamknięciu uniwersytetu powrócił do Łodzi i zaangażował się w działalność PPS jako członek komitetu oraz działał w strukturach partii w Płocku. W 1906 został wybrany na zjazd PPS we Lwowie. Po rozłamie w partii dołączył do PPS – Frakcji Rewolucyjnej, a następnie także to Polskiej Partii Socjalno-Demokratycznej w Krakowie, gdzie podjął w 1906 studia medyczne na Uniwersytecie Jagiellońskim. W 1912 uzyskał stopień doktora medycyny oraz złożył egzamin państwowy na stopień doktora medycyny w Kijowie. W 1912 zamieszkał na łódzkich Bałutach, na których, oraz na Starym Mieście, podjął się działalności jako lekarz społecznik, lecząc niezamożnych mieszkańców Łodzi.
W 1914 podjął współpracę z Legionami Polskimi. W 1915 został z ramienia PPS – Frakcji Rewolucyjnej członkiem Komitetu Narodowego miasta Łodzi. Był w 1916 prezesem Koła Patriotów w Łodzi, które organizowało pomoc dla Legionistów oraz współpracował z gazetą PPS „Łodzianin”, której w 1915 został członkiem komitetu redakcyjnego. W tym samym roku został współzałożycielem Robotniczego Towarzystwa Oświatowego „Naprzód” na Widzewie, angażującego się w tworzenie życia kulturalnego w tanich kuchniach robotniczych. W trakcie epidemii tyfusu plamistego angażował się w pomoc mieszkańcom Łodzi. Zarażony – zmarł.

### Życie prywatne
Pochodził z łódzkiej rodziny mieszczańskiej. Był synem Jakuba Adama Lipińskiego (ur. 1860) – mistrza ślusarskiego, właściciela składu maszyn apertury oraz Bronisławy z domu Kucińskiej (ur. 1865). Jego dziadek, Jakub, był radnym Rady Miejskiej w Łodzi oraz powstańcem styczniowym. W 1909 ożenił się z Julią Marią z Jonscherów (ur. 1887), córką rejenta. Mieli dwoje dzieci: Krystynę Hannę (ur. 1913) i Jana Klemensa (ur. 1915).
Pochowany został w części rzymskokatolickiej Starego Cmentarza w Łodzi.

### Upamiętnienie
Po jego śmierci Towarzystwo Oświatowe „Naprzód” zorganizowało bibliotekę dla widzewskich robotników. Na cześć jej współtwórcy nazwano imieniem doktora Klemensa Lipińskiego. Jej księgozbiór, obejmujący 2000 pozycji, opierał się na książkach Lipińskiego oraz jego rodziców, darach prywatnych darczyńców oraz pozycjach zakupionych później przez Magistrat miasta Łodzi.